# Продан
Продан је јужнословенско име изведено од словенске речи продати. Јавља се код Бугара и Хрвата још од средњег века, као и код Срба. Код Срба се сматра за апотропејско (заштитно) име, које се налази у српској култури именовања уз народна имена као што су Вук, Ненад, Станиша и друга. Историјски, нека усвојена, „продана” деца су добијала ово име да би се јасно указало на њихов статус. Варијанте и деминутиви имена који се налазе у српској култури су Проданац, Проданко, Прока, Проко, Прокашин, Проле, Проца, Проша, Пројо, и други. Од имена су изведена патронимска презимена Продан, Проданић, Проданов и Продановић.

## Људи
- Хаџи Продан Глигоријевић (1760–1825), револуционар.
- Продан Рупар (1815–1877), побуњеник херцеговачких Срба.